# 淺井萬福丸
淺井萬福丸（1564年—1573年），淺井長政之子，據說正式的名稱應為淺井輝政，輝政一名出自《淺井氏家譜大成》，由於萬福丸或是否在十歲之前進行元服禮，因此輝政名載可信度存在爭議。

## 生平
其母一般認為是長政的正室阿市，但阿市嫁到淺井家的年份眾說紛紜，一般多認為是1567年，也有1564年說。但如果是採1567年說，萬福丸則當是長政與側室所生之子。不管其生母為何人，他都因為身為長政長子的關係，被認為是淺井家的繼承人。
1573年，織田信長攻伐淺井與朝倉兩家，滅朝倉家後，隨即兵臨小谷城。就在兩軍交戰之際，有家臣帶著萬福丸從小谷城趁夜逃出。淺井家滅亡後，萬福丸被織田軍的羽柴秀吉捕獲，送到關原處以磔刑（串刺之刑）而死，年僅九歲（虛歲十歲）。